# Atmel
爱特梅尔（Atmel）是一家美國半導體廠商，成立于1984年，總部位於加州圣何塞。重要產品有SiGe、CMOS、Logic、混合訊號和BiCMOS。
1993年，爱特梅尔開始第一個基於8051內核的8位元Flash 微控制器。
1996年，爱特梅尔在挪威成立Trondheim設計中心，開始致力於Atmel AVR系列產品的設計。
1997年，爱特梅尔正式發表AVR。AVR是一種精简指令集（RISC）的高速8位元的單晶片。
2015年9月20日，Dialogic宣布以46亿美元的现金加股票，收购Atmel，预计在2016年Q1完成交易。但交易最终未能成行。
2016年，微晶片科技（Microchip）以35.6億美元併購爱特梅尔。

## 外部連結
- Atmel Corporate Site（页面存档备份，存于）
- Atmel AVR third party site（页面存档备份，存于）
- Atmel user forum（页面存档备份，存于）